# Lille Linde Station
Lille Linde Station er en dansk jernbanestation i Lille Linde. Trinbrættet blev åbnet 15. maj 1930 og lukket 25. september 1983. Det blev genåbnet 31. maj 1992.